# 願入寺 (茨城県大洗町)
願入寺（がんにゅうじ）は、茨城県東茨城郡大洗町にある真宗大谷派系の単立寺院（原始真宗）。

## 歴史
鎌倉時代、親鸞の孫如信によって奥州大網（福島県古殿町）に開山され、当初は「大網御坊」という名称であったが、空如の代に「願入寺」を称することになった。
その後、次第に寺運衰微していったが、水戸藩第2代藩主徳川光圀より、土地の寄進がなされ寺運も興隆していった。この際に、現在地に移転した。
元々は真宗大谷派（東本願寺）に属していたが、現在は単立（原始真宗）である。

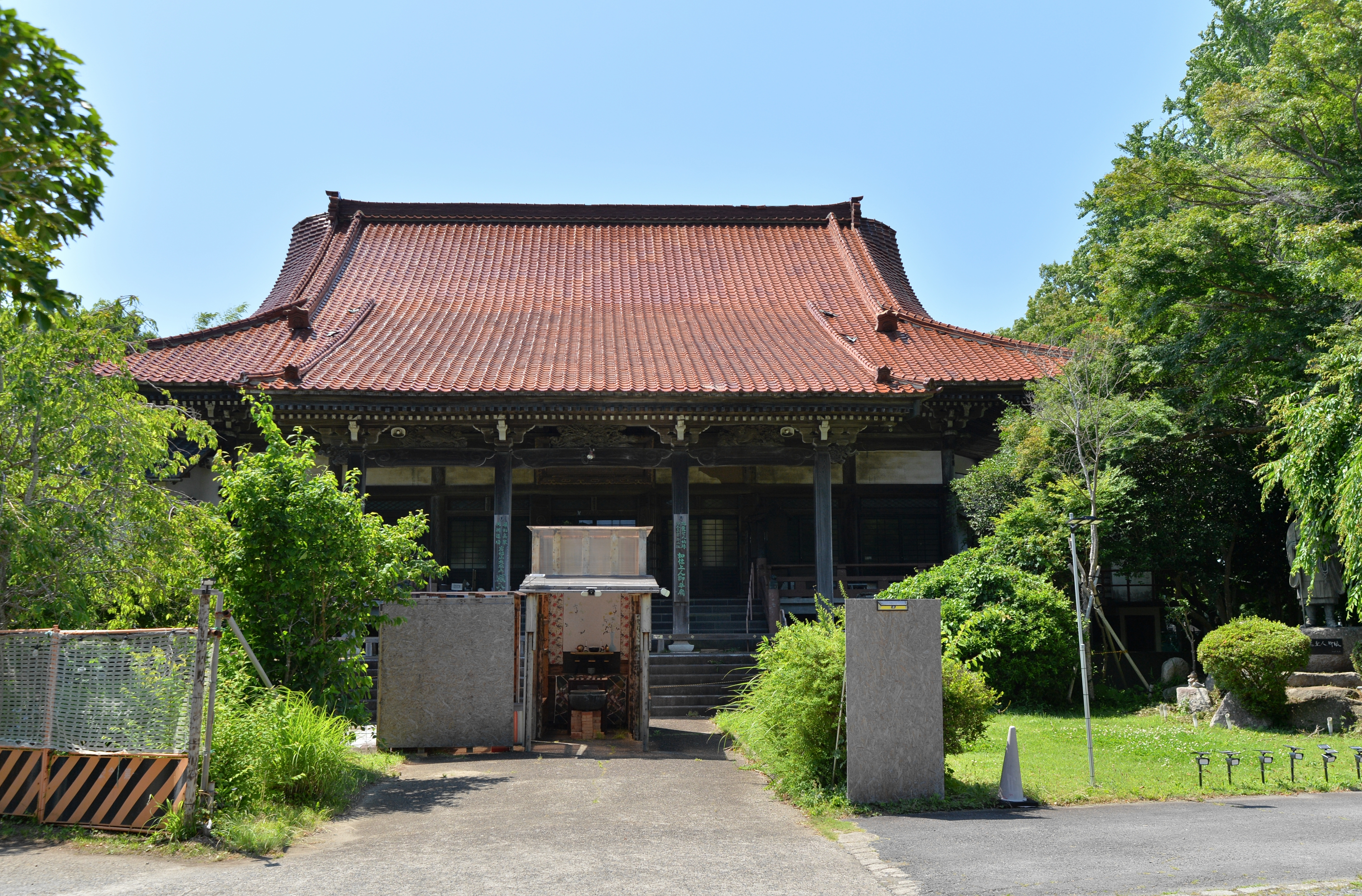
本堂。東日本大震災で被災したため、一般参拝者は立ち入り禁止。本堂の手前正面にある小屋は、一般参拝者用の仮設の礼拝所。
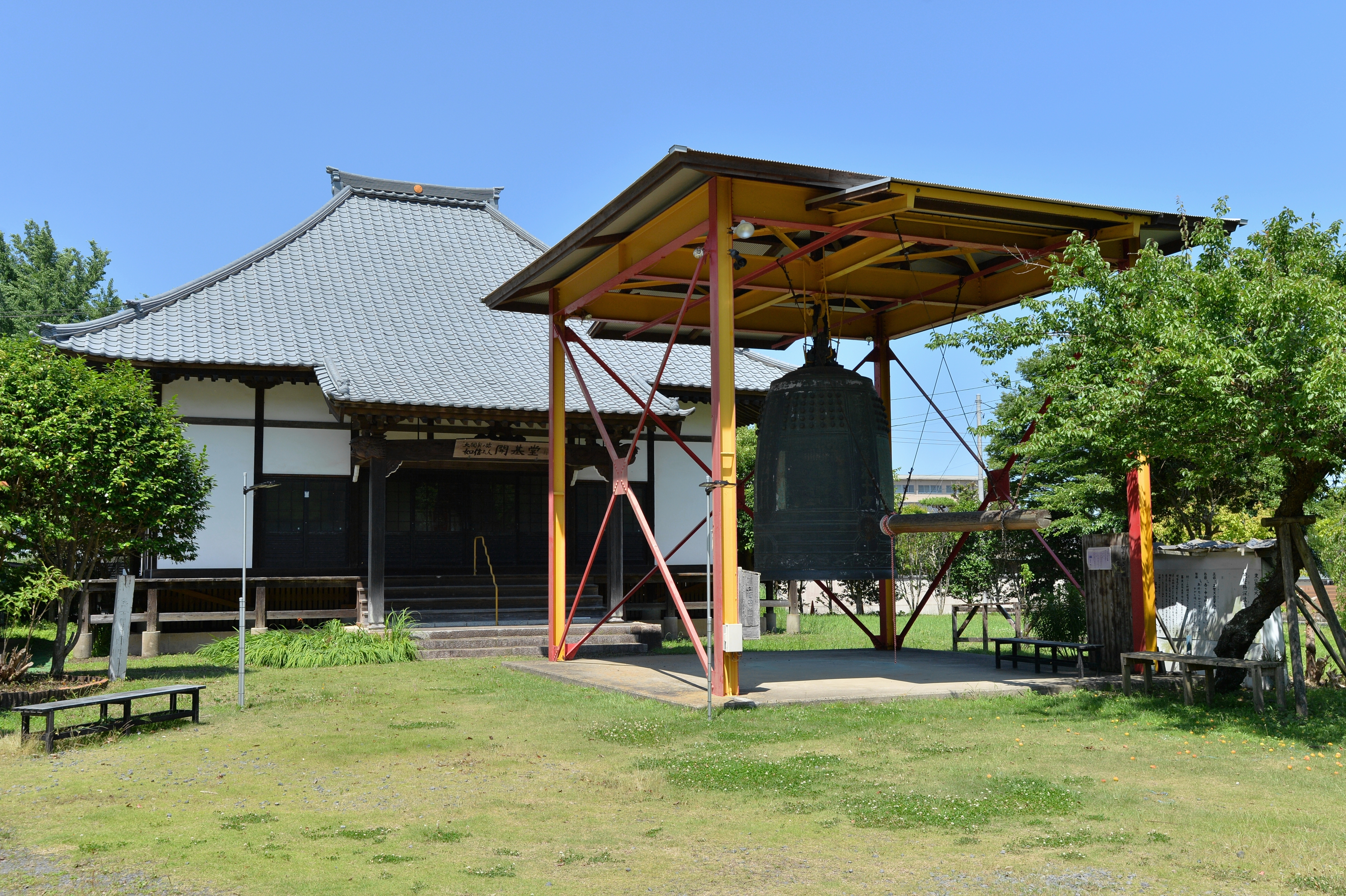
開基堂と「やすらぎの鐘」
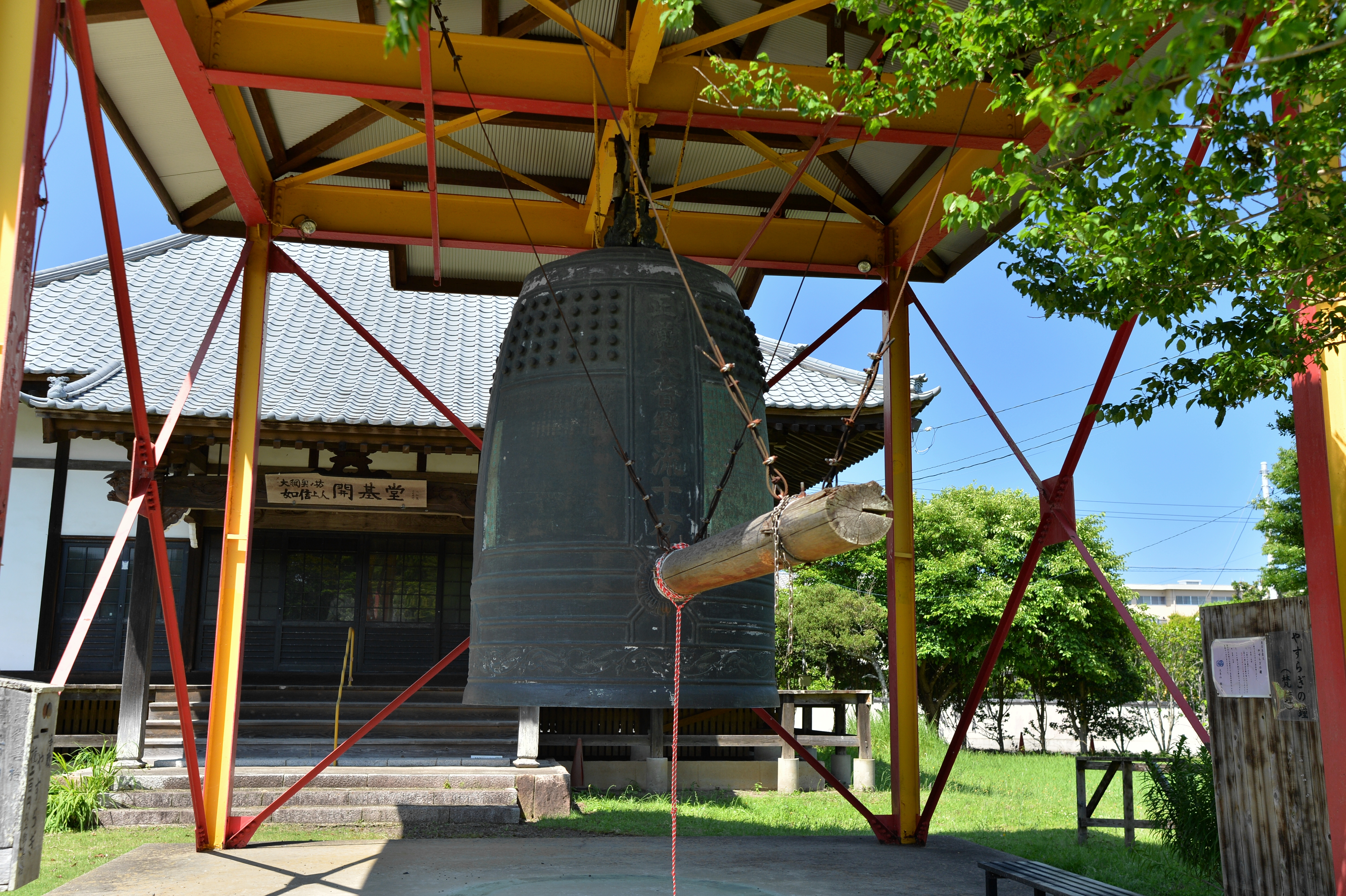
「やすらぎの鐘」は重さ12.5トン、口径2.10 m、高さ3.45 m。梵鐘の大きさとしては東日本最大級。

## 文化財

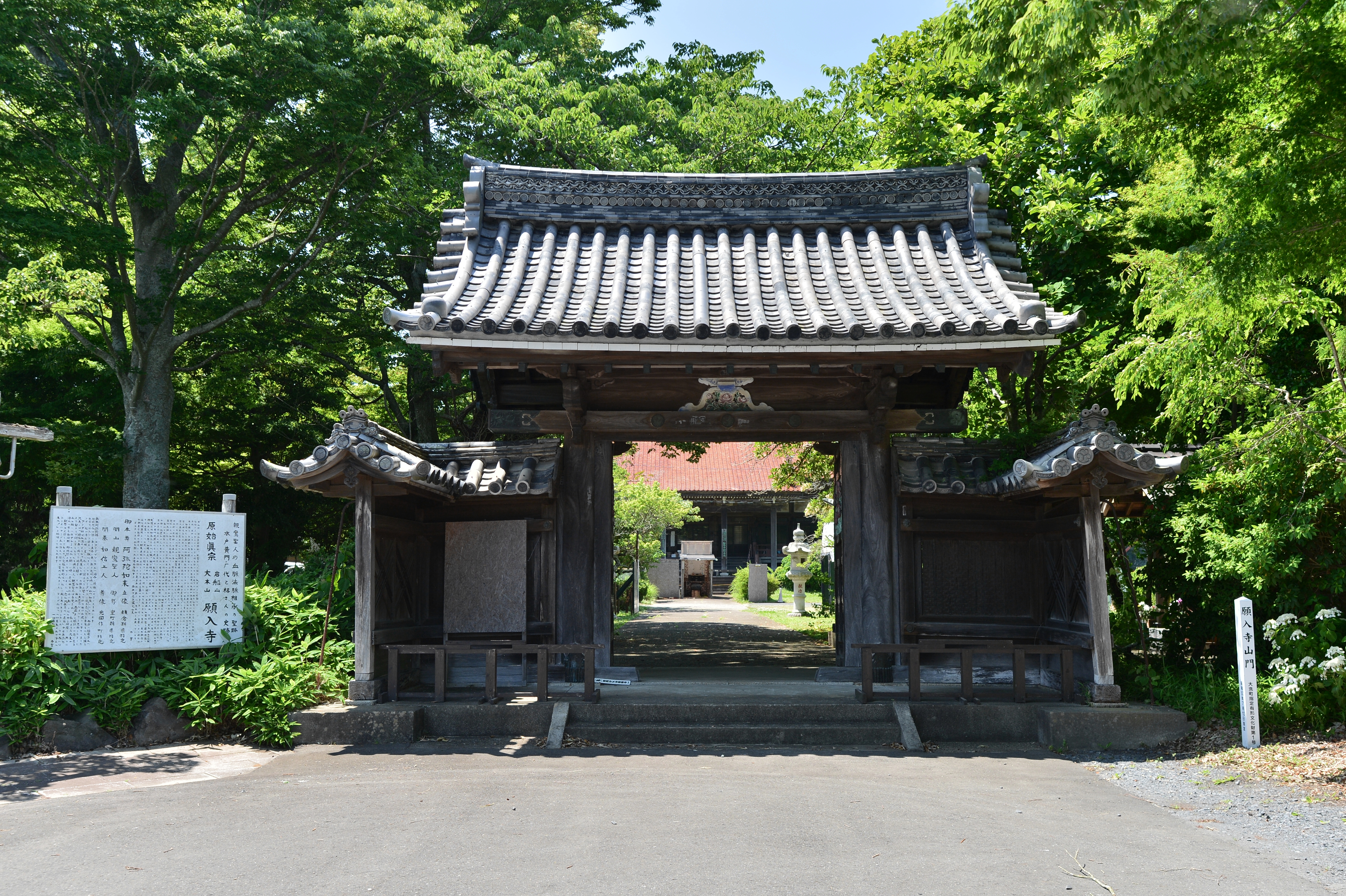
願入寺山門
（大洗町指定文化財）

- 親鸞聖人画像（茨城県指定文化財 昭和47年12月18日指定）[3]
- 木造阿弥陀如来立像（茨城県指定文化財 昭和47年12月18日指定）[4]
- 香合（茨城県指定文化財 昭和47年12月18日指定）[5]
- 朱漆塗蔦葛模様椀（茨城県指定文化財 昭和47年12月18日指定）[6]
- 唯信鈔断片（茨城県指定文化財 昭和47年12月18日指定）[7]
- 蓮如筆消息大根田御坊宛（茨城県指定文化財 昭和47年12月18日指定）[8]
- 願入寺山門（大洗町指定文化財 昭和50年7月10日指定）[9]
- 尾形光琳筆襖絵（大洗町指定文化財 昭和50年7月10日指定）[9]
- 如信上人座像（大洗町指定文化財 昭和50年7月10日指定）[9]
- 二十四輩牒（大洗町指定文化財 昭和50年7月10日指定）[9]

## 交通アクセス
- 那珂湊駅より徒歩28分。